# Frederick F. Woerner Jr.

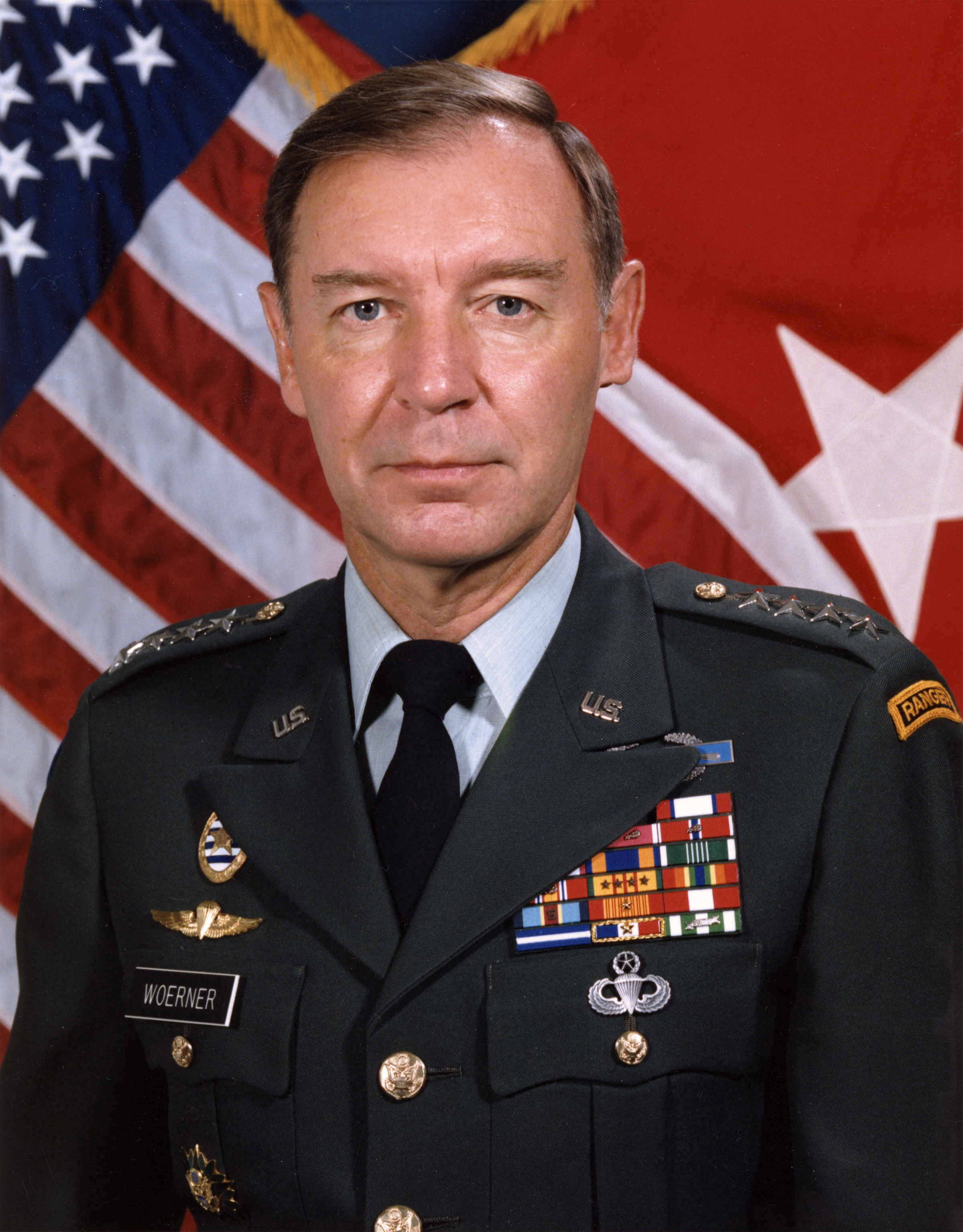
Frederick F. Woerner Jr.

Frederick F. Woerner Jr. (* 12. August 1933 in Philadelphia, Pennsylvania; † 29. März 2023 in Gilbert, Lexington County, South Carolina) war ein Vier-Sterne-General der United States Army. Er war unter anderem Kommandeur der 6. Armee und des United States Southern Commands.
In den Jahren 1951 bis 1955 durchlief Frederick Woerner die United States Military Academy in West Point. Nach seiner Graduation wurde er als Leutnant der Infanterie zugeteilt. In der Armee durchlief er anschließend alle Offiziersränge vom Leutnant bis zum Vier-Sterne-General.
Im Lauf seiner militärischen Karriere absolvierte Woerner verschiedene Kurse und Schulungen. Dazu gehörten unter anderem der Infantry Officer Basic Course, Airborne training, Ranger training, das Command and General Staff College, das United States Army War College, das Defense Language Institute, wo er die spanische Sprache erlernte, und eine Militärschule in Uruguay. Außerdem erhielt er einen akademischen Grad von der University of Arizona.
In seinen jüngeren Jahren absolvierte er den für Offiziere in den niederen Rangstufen üblichen Dienst in verschiedenen Einheiten und Standorten. Dazu gehörten auch Aufgaben als Stabsoffizier in verschiedenen Hauptquartieren. Woerner war zwei Mal im Vietnamkrieg eingesetzt. In den Jahren 1962 und 1963 war er dort Stabsoffizier in einem Bataillon. Bei seinem zweiten Einsatz in Vietnam im Jahr 1970 gehörte er zunächst der Stabsabteilung G3 (Operationen) des XXIV Korps an. Danach wurde er Bataillonskommandeur bei der 198th Infanteriebrigade.
Aufgrund seiner spanischen Sprachkenntnisse wurde er auch in Lateinamerika eingesetzt. Zwischenzeitlich war er Berater der Regierung von Guatemala. Zudem war er Abteilungsleiter für lateinamerikanische Studien am Army War College. In den Jahren 1982 bis 1986 kommandierte Woerner die 193. Infanteriebrigade in Panama. Anschließend erhielt er als Nachfolger von Robert Arter das Kommando über die im Presidio bei San Francisco ansässige 6. Armee, das er in den Jahren 1986 und 1987 innehatte.
Nachdem er sein Kommando an James E. Moore Jr. übergeben hatte, wurde Woerner im Juni 1987 mit dem Kommando über das United States Southern Command betraut. In dieser Funktion löste er John R. Galvin ab. Er behielt dieses Kommando bis zum Juli 1989 als Maxwell R. Thurman seine Nachfolge antrat. Anschließend schied Woerner aus dem aktiven Militärdienst aus, auch als Folge von politischen Differenzen mit der Panama-Politik der Regierung von Präsident George H. W. Bush.
In den Jahren 1990 bis 2003 war Frederick Woerner Professor für internationale Beziehungen an der Boston University. Von 1994 bis 2001 war er zudem Vorsitzender der American Battle Monuments Commission.

## Orden und Auszeichnungen
Woerner erhielt im Lauf seiner militärischen Laufbahn unter anderem folgende Auszeichnungen:
- Defense Distinguished Service Medal
- Army Distinguished Service Medal
- Legion of Merit
- Bronze Star Medal
- Air Medal